# COVID-19-Pandemie auf der Norfolkinsel

Lage von Norfolk Island

Infektionsfälle einer COVID-19-Pandemie auf der Norfolkinsel sind bislang nicht aufgetreten (Stand 23. Juni 2020) und trotzdem hat die Norfolkinsel deswegen den Notstand ausgerufen. Die weltweite COVID-19-Pandemie nahm im Dezember 2019 in China ihren Ausgang und betrifft die neuartige Atemwegserkrankung COVID-19. Ab dem 11. März 2020 stufte die Weltgesundheitsorganisation (WHO) das Ausbruchsgeschehen des neuartigen Coronavirus als weltweite Pandemie ein.
Bei der im Pazifik liegenden Norfolkinsel handelt es sich um ein selbstverwaltetes Außengebiet Australiens, das sich seit dem 16. März 2020 durch einen strikten Lockdown vor der drohenden Pandemie zu schützen sucht, der zum 1. Mai gelockert wird und am 30. Juni 2020 aufgehoben werden soll. Die Öffnung der Inselgrenzen soll parallel zur Grenzöffnung von Queensland erst am 10. Juli 2020 erfolgen.

## Lage der Insel
Die 35 Quadratkilometer große und abgelegene Norfolkinsel liegt im Pazifischen Ozean südlich von Neukaledonien, nördlich von Neuseeland und 1400 Kilometer östlich vom Kontinent Australiens.
Das Außengebiet hatte bis 2016 ein eigenes Parlament, die sogenannte Norfolk Legislative Assembly. Die Selbstverwaltung wurde von Australien zum 30. Juni 2016 aufgehoben und der Gesetzgebung des Staates New South Wales unterstellt, was von der Mehrheit der Bevölkerung der Insel abgelehnt wird. Die Verwaltung der Insel nimmt seitdem das Norfolk Island Regional Council mit einem Administrator vor.
Auf der Insel mit etwa 1750 Einwohnern gibt es eine kleine Klinik, die aber nicht über Behandlungskapazitäten im Epidemiefall verfüge, so Administrator Eric Hutchinson.

## Maßnahmen
Am 17. März 2020 wurde nach der Landung eines Flugzeugs aus dem australischen Brisbane für 22 Passagiere eine freiwillige 14-tägige Quarantäne wegen COVID-19-Verdacht angeordnet. Für die Insel folgte ein Notstand mit Einreiseverboten. Die im Vergleich zu Australien wesentlich strikteren Regeln wurden vom Administrator Hutchinson mit dem Durchschnittsalter der Inselbewohner begründet, das höher ist als im australischen Durchschnitt.
Ab dem 17. März müssen alle Einreisenden für 14 Tage in Quarantäne. Lediglich eine begrenzte Anzahl von Flügen von Air Chathams und Air New Zealand mit zurückkehrenden Insel-Einwohnern war bis zum 30. März 2020 erlaubt worden. Ausnahmen galten für Personal zur Krankenpflege und für essentielle Dienstleister, ferner im Einzelfall für medizinische Notflüge nach Australien. Da sich die Insulaner anfangs nicht an die Regelungen des verordneten Lockdowns mit sozialer Distanz und Verboten von Gemeinschaftsveranstaltungen hielten, wurden bei Verstößen Geldstrafen von 1000 AUD oder Haftstrafen angekündigt. Mit dem verhängten Notstand war es nur einem Einzelnen je Haushalt täglich erlaubt, Einkäufe von Lebensmitteln oder Medikamenten zu tätigen. Geöffnet sind nur Geschäfte, die essentielle bzw. lebensnotwendige Produkte anbieten. Touristen können die Norfolkinsel nicht mehr betreten, Kreuzfahrt- und Frachtschiffe dürfen nicht mehr anlegen und alle ankommenden Flugpassagiere wurden vom Grenzsicherungspersonal gesundheitlich überprüft und in Quarantäne geschickt.
Am 21. April wurde der Lockdown bis auf weiteres bis zum 30. Juni verlängert.
Am 1. Mai 2020 traten Lockerungen des Lockdowns in Kraft. Erlaubt ist das Betreten von Geschäftsräumen, wenn je Person ein Abstandsraum von vier Quadratmetern möglich ist. Dies gilt auch für Restaurants, Bars und Clubs, wobei der Eigentümer für die Vorhaltung des verordneten Abstandraums verantwortlich ist. Veranstaltungen im Freien sind bis zu 50 Personen möglich, wenn zwischen den Personen anderthalb Meter Abstand eingehalten werden. Um die Anordnungen zur sozialen Distanz zu überprüfen, wurden sogenannte „Social Distancing Ambassadors“ („Soziale-Distanz-Botschafter“) von der Inselverwaltung eingesetzt. Diese Botschafter treten stets zu zweit auf, sind mit einem kurzärmeligen Hemd gekleidet, das in den lokalen Aatutimustern gestaltet ist. Um ihren Hals haben sie einen Blumenkranz gelegt. Sie sollen die Inselbevölkerung und die geöffneten Geschäfte auf lockere Weise in die Abstandsregeln einweisen und überwachen. Am 5. Mai trat eine weitere Lockerung in Kraft und Personen dürfen nun Restaurants, Kaffees und Clubs ohne Einschränkungen betreten. Begründet wurde dies damit, dass sich seit Beginn des Lockdowns keine Infektionsfälle aufgetreten seien.

## Wirtschaftliche Folgen
Da die Wirtschaft der Norfolkinsel vom Tourismus abhängt und sich die Bevölkerung der Insel etwa fünf Jahre vor der Pandemie in einer Abstimmung gegen einen Zusammenschluss mit Australien entschieden hatte, befürchten Einheimische keine wirtschaftliche Unterstützung aus Australien und den Niedergang ihrer Wirtschaft. Die Verwaltung der Norfolkinsel versuchte in Abstimmung mit der australischen Regierung ein finanzielles Maßnahmenpaket zur Unterstützung von Bewohnern zu vereinbaren, denn zwischen Australien und der Norfolkinsel besteht lediglich ein Memorandum of Unterstanding hinsichtlich medizinischer Hilfe und Bildung. Am 1. Mai 2020 gab das australische Ministerium für Infrastruktur, Transport, Regionalentwicklung und Kommunikation bekannt, dass Unternehmen und Einzelpersonen, die ein Unternehmen betreiben und durch die COVID-19-Pandemie auf der Norfolkinsel in wirtschaftliche Schwierigkeiten geraten sind, Anträge auf Unterstützung stellen können. Unterstützung erhalten auch arbeitslos gewordene Beschäftigte.